# Kemal Kurt
Kemal Kurt (* 29. Oktober 1947 in Çorlu, Türkei; † 21. Oktober 2002 in Berlin-Schöneberg) war ein Schriftsteller, Übersetzer und Fotograf.

## Leben
Kemal Kurt studierte von 1966 bis 1972 in der Türkei und in den USA, ab 1975 in Berlin und erlangte 1983 die Promotion in den „Physikalischen Ingenieurwissenschaften“ an der TU Berlin.
Sein kreativer Werdegang setzte 1977 mit künstlerisch ambitionierten Fotografien ein, denen ab 1981 erste Buchveröffentlichungen folgten. Ab 1990 verlegte er seinen Schwerpunkt auf das Schreiben und unternahm als freier Schriftsteller Lesereisen in ganz Deutschland sowie in Polen, Luxemburg, Niederlande, Österreich, Türkei, Schweiz, Südafrika und den USA.
Kemal Kurts Herzstück seines Schaffens war nicht zuletzt das Erzählen für Kinder, zunächst vor allem im Rundfunk, insbesondere für die von mehreren ARD-Sendern gleichzeitig übertragene Ohrenbär-Reihe des SFB.

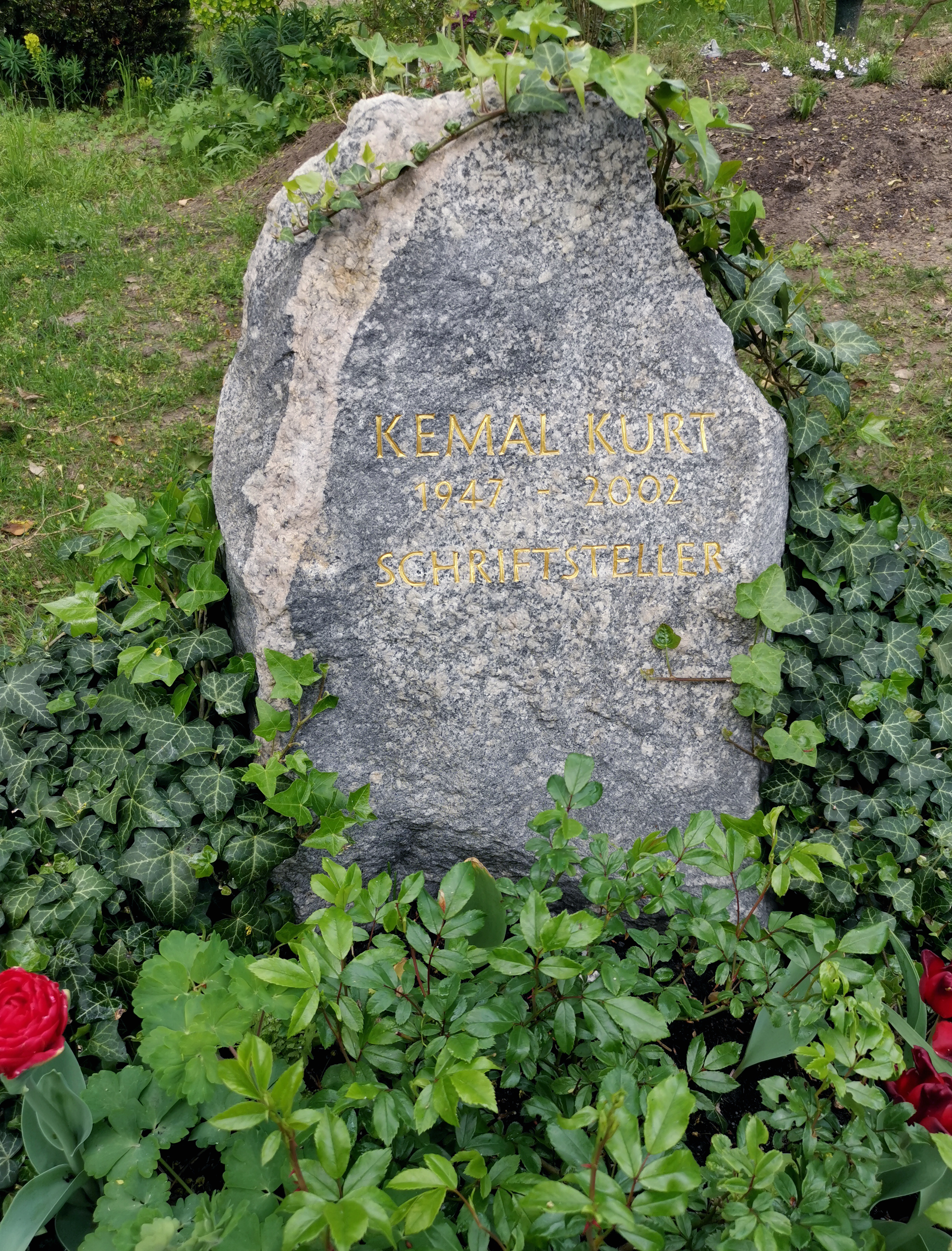
Grabstelle von Kemal Kurt auf dem Gemeindefriedhof Alt-Schöneberg

Für Erwachsene verfasste er Lyrik, Essays, satirische Kurzprosa und Romane. Hervorzuheben sind hier Was ist die Mehrzahl von Heimat? (1995), eine Reflexion „ohne Worthülsen und aufgeblähte Phrasen“ seines ambivalenten Verhältnisses zu türkischer Herkunft und deutscher Lebensart sowie sein Satire-Roman Ja, sagt Molly (1998), in dem er u. a. mit dem „Literaturbetrieb“ abrechnet. Schon seit geraumer Zeit sind Kemal Kurts Bücher u. a. auch fester Bestandteil im Lehrplan mehrerer US-amerikanischer Universitäten.
Das hinterlassene Foto-Archiv von Kemal Kurt umfasst 20000 Bilder. Noch von ihm selbst als Wanderausstellung mit Fotos und Gedichten konzipiert, ist menschen.orte dank seiner Nachlassverwalterinnen Teil aktueller Präsentationen.
Kurt starb am 21. Oktober 2002 an Krebs und wurde auf dem Gemeindefriedhof Alt-Schöneberg begraben (Feld 6-4-38). Er war Vater zweier Töchter und in zweiter Ehe mit der Kulturwissenschaftlerin Hildegard Kurt verheiratet. Jahrzehntelang lebte er bis zu seinem Tod in Berlin-Schöneberg.

## Auszeichnungen / Stipendien
- 1991: Stipendium der Stiftung Preußische Seehandlung
- 1996: Nennung von WDR, RB und SR auf der Bestenliste Frühjahr 1996
- 1997: Bilderbuch des Monats Dezember der Deutschen Akademie für Kinder- und Jugendliteratur
- 1999: Aufenthaltsstipendium in der Villa Aurora, Los Angeles[4]
- 2000: Stipendium der Stiftung Preußische Seehandlung

Weitere Schreibaufenthalte in Hawthornden Castle (Schottland), in Waves of Three Seas (Rhodos) und im Centrum for Arts & Creative Education (Port Townsend).

## Werke

### Bücher

#### Lyrik, Fotos und Prosa
- Bilder einer Kindheit. Erzählung und Fotos. Express-Edition, Berlin 1986, ISBN 3-88548-499-4.
- Scheingedichte / Şiirimsi. Poems deutsch / türkisch.  Express-Edition, Berlin 1986, ISBN 3-88548-498-6.
- Beim nächsten Ton. Gedichte. Illustrationen Abuzer Güler. Edition Mariannenpresse, Berlin 1988, ISBN 3-922510-47-7.
- Was ist die Mehrzahl von Heimat? Essay. Rowohlt Verlag, Reinbek 1995, ISBN 3-499-13520-5.
- Ja, sagt Molly. Roman. Hitit Verlag, Berlin 1998, ISBN 3-924423-34-2.
- menschen.orte – Fotos und Gedichte 1977–1999. Hitit Verlag, Berlin 1999, ISBN 3-924423-37-7.
- Der Chinese von Schöneberg. Erzählungen. Hitit Verlag, Berlin 2000, ISBN 3-924423-40-7.

##### (Mit-)Herausgeberschaften
- ...weil wir Türken sind /...Türk olduğumuz için. Zus. mit Erika Meyer. Fotos und Texte; deutsch / türkisch. Express-Edition, Berlin 1981, ISBN 3-88548-008-5.

#### Kinder- und Jugendbücher
- Wenn der Meddah kommt. Türkische Märchen für Kinder. Hamburg 1995, ISBN 3-7915-1162-9.

Schulbuch. Ernst Klett Verlag, Stuttgart 1997, ISBN 3-12-262150-9.
- Sieben Zimmer voller Wunder. Kinderbuch (auch in NL). Hamburg 1996, ISBN 3-7915-1163-7.

Niederländisch (Yvonne Kloosterman): Zeven kamers vol wonderen. La Rivière, Baarn, 1997, ISBN 90-384-1153-7.
Türkisch: (Kemal Kurt): Yedi Odalı Bir Ev. Doğan Kardeş (Kinder- und Jugendmagazin), Istanbul, 1992
- Die fünf Finger und der Mond. Bilderbuch. Illustrationen: Aljoscha Blau. Nord-Süd Verlag Gossau-Zürich 1997, ISBN 3-314-00824-4.

Englisch (Anthea Bell): The Five Fingers and the Moon
Französisch (Géraldine Elscher): La lune et les cinq doigts
Griechisch:
Niederländisch (Toby Visser): Vijf vingermannetjes op de maan
- Die Kinder vom Mondhügel. Kinderbuch. Hamburg 1997, ISBN 3-7915-1164-5.
- Als das Kamel Bademeister war. Türkische Märchen. Berlin 1998, ISBN 3-922825-64-8.
- Cora die Korsarin. Kinderbuch Hamburg 1998, ISBN 3-7915-1165-3.
- Eine echt verrückte Nacht. Kinderbuch. Berlin 2001, ISBN 3-357-00905-6.

Koreanisch:
- Yunus. Großformatiges Kniebuch. Berlin-München 2001.

Dänisch: Det er mig
Luxemburgisch: Dat sinn ech
Niederländisch: Dit ben ik
- Die verpatzten Zaubersprüche. Kinderbuch. Gossau-Zürich 2002, ISBN 3-314-00947-X.

Englisch (Marianne Martens): Mixed-up Journey to Magic Mountain
Italienisch (Andrea Passannante): Il mago pasticcione
Französisch (Michelle Nikly): Demi-tour de magie
Niederländisch (Christine Kliphuis): De mislukte toverspreuk
- Die Sonnentrinker. Jugendroman. Berlin 2002, ISBN 3-357-00519-0.

#### Übersetzungen: Deutsch-Türkisch
- Bahman Nirumand, Belge Yayınları: Iran - hinter den Gittern verdorren Blumen, Rowohlt, Reinbek 1985, ISBN 3-499-15735-7 in İran – Soluyor Çiçekler Parmaklıklar Ardında, Istanbul 1988
- Hans de Beer:
  - Kleiner Eisbär wohin fährst du? in Küçük beyaz ayı nereye gidiyorsun? Bilderbuch, Gossau-Zürich 1994
  - Kleiner Eisbär, hilf mir fliegen! in Küçük Beyaz Ayı, Yardım Et Uçayım! Bilderbuch, Gossau-Zürich 1999.
  - Kleiner Eisbär, kennst du den Weg? in Küçük Beyaz Ayı Yolu Biliyor Musun? Bilderbuch, Gossau-Zürich 2001.
- Marcus Pfister:
  - Der Regenbogenfisch to Gökkuşağı Balığı - picture books, Gossau-Zürich 1994.
  - Der Regenbogenfisch schließt Frieden in Gökkuşğı Balığı Barışıyor - picture books, Gossau-Zürich 1998.
  - Der Regenbogenfisch überwindet seine Angst in Gökkusağı Balığı Korkusunu Yeniyor - picture books, Gossau-Zürich 2000.
  - Regenbogenfisch, komm hilf mir! in Gökkusağı Balığı, Bana Yardım Et! - picture books, Gossau-Zürich 2000.

#### Übersetzungen: Türkisch-Deutsch
- mit V. Augustin und E. Giere: Gülten Dayıoğlu: Beiß die Zähne. Berlin 1981.

#### Fachbuch
- Eine nichtlineare thermoviskoelastische Materialgleichung für einfache Stoffe bei kleinen Verzerrungen und Temperaturänderungen. Dissertation, Technische Universität Berlin, Berlin 1983

#### Sachbücher
- Von wegen, es ist nur ein Kind / Çocuk deyip de geçme. Bände 1 bis 9 (lt. Deutsche Nationalbibliothek).[5] Elternbriefe. Übersetzung ins Deutsche: Hildegard Kurt. Arbeitskreis Neue Erziehung e. V., Interkulturelle Elternarbeit, Berlin 2000–2002, frühere Ausgaben ab etwa 1999[6]

### TV-Drehbücher
- zur ZDF-Serie Karfunkel - Geschichten mit Kindern aus aller Welt:
  - Öffnen Sie den Koffer, Herr Özyurt! (R: Thomas Dräger), 1991.
  - Heimliche Weihnacht. (R: Yasemin Akay), 1992.
  - Can und Oleg. (R: Yasemin Akay) 1994.
  - Auf den Spuren von Lakatosch. Kinderspielfilm. (R: Alejandro Quintano) 1994.

### Rundfunk

#### Autobiographisches, Essays, Erzählungen, Kommentare, Livevorträge
- Ich kann Dir nicht mehr in die Augen schauen. Erzählung. WDR 1985.
- Der Chinese von Schöneberg / Die Traumdeuterin. Erzählungen. Radio 100, Berlin 1988
- Keine Vorkommnisse an der Grenzübergangsstelle / Faralya. Erzählungen. Literatur auf 1, RIAS 1988
- Die Crux mit der Sprache. Reihe Passagen, SFB 1992.
- Ein Leben in Anatolien. SDR 1992
- Livevortrag eigener Gedichte mit dem Musiker Hasan Kuzu. Unterhaltung am Samstag, WDR 1992–1993
- Die Meinung beim Früh-Stück. Zweiwöchentliche Kommentare à 3 Min. SFB 1994–1998
- Aziz Nesin - Das schlaflose Gewissen der Türkei. Reihe Wortspiel, DeutschlandRadio 1995
- Autorenporträt. Reihe Domino, HR, 2001

#### Geschichten für Kinder
- Vom Mondhügel. Reihe Ohrenbär, SFB 1989.
- Ein Haus mit sieben Zimmern. Reihe Ohrenbär, SFB 1990
- Zurück in Aytepe. Reihe Passagen, SFB 1990.
- Eine Reise von A wie Aitmatow bis Z wie Zuckmayer. Reihe Passagen, SFB 1991.
- Fingergeschichten. Reihe Ohrenbär, SFB 1991.
- Als das Kamel Ausrufer und der Floh Barbier war. Reihe Ohrenbär, SFB 1992.
- Keloglans Streiche. Reihe Ohrenbär, SFB 1993.
- Ein Stadtbummel durch Istanbul. Reihe Panther und Co, DeutschlandRadio 1995.
- Mehr vom Mondhügel. Reihe Ohrenbär, SFB 1995.
- Reise zum Zauberberg. (Kinderhörspiel) Reihe Lilipuz, WDR 1995
- Das Mädchen, das Rätsel liebte. Reihe Panther und Co, DeutschlandRadio 1995
- Die traumhaften Reisen von Paula Pumpernickel und Emily Erdbeer. Reihe Ohrenbär, SFB 1996.
- Cora die Korsarin. Reihe Ohrenbär, SFB 1997.
- Hakan und der kleine Bär. Reihe Ohrenbär, SFB 1998.
- Als das Kamel Bademeister war. Reihe Domino, HR, 2000.

### Postume Veröffentlichungen und Bearbeitungen
- Eine echt verrückte Nacht. Hörbuch. Sprecher: Uta Kroemer. RADIOROPA Hörbuch, 2007, ISBN 978-3-86667-620-6.
- Die Sonnentrinker. Hörbuch. Sprecher: Ari Gosch. RADIOROPA Hörbuch, 2007, ISBN 978-3-86667-623-7.
- Ulrich Karger (Hrsg.): Briefe von Kemal Kurt (1947–2002) – mit Kommentaren, Nachrufen und Rezensionen. TB-Originalausgabe. Edition Gegenwind – Create Space, North Charleston 2013, ISBN 978-1-4818-7999-6.